# Carlo Alemi
Carlo Alemi (Addis Ababa, 20 febbraio 1941) è un ex magistrato e saggista italiano, ex Presidente del Tribunale di Napoli.

## Biografia
Si laurea in Giurisprudenza all'Università degli Studi di Napoli Federico II. Entra in magistratura a 24 anni e diventa giudice istruttore presso il tribunale di Napoli a 39 anni. Nel 1981 gli viene assegnata l'inchiesta sul rapimento dell'allora assessore della regione Campania Ciro Cirillo. 
È stato presidente del tribunale di Santa Maria Capua Vetere e Napoli.

## Opere
- Il caso Cirillo - La trattativa Stato-BR-Camorra, Tullio Pironti, 2018, ISBN 978-88-79-37754-6.
- Cirillo e Ammaturo: la verità oltre le ombre, Napoli, Rogiosi, 2022, ISBN 978-88-69-50502-7.